# Lucy Fry
Lucy Fry (Wooloowin, Queensland; 13 de marzo de 1992) es una actriz y modelo australiana. Es conocida por interpretar a Zoey en Lightning Point, Lyla en Mako: Island of Secrets, y Vasilisa Dragomir en la película Vampire Academy.

## Carrera

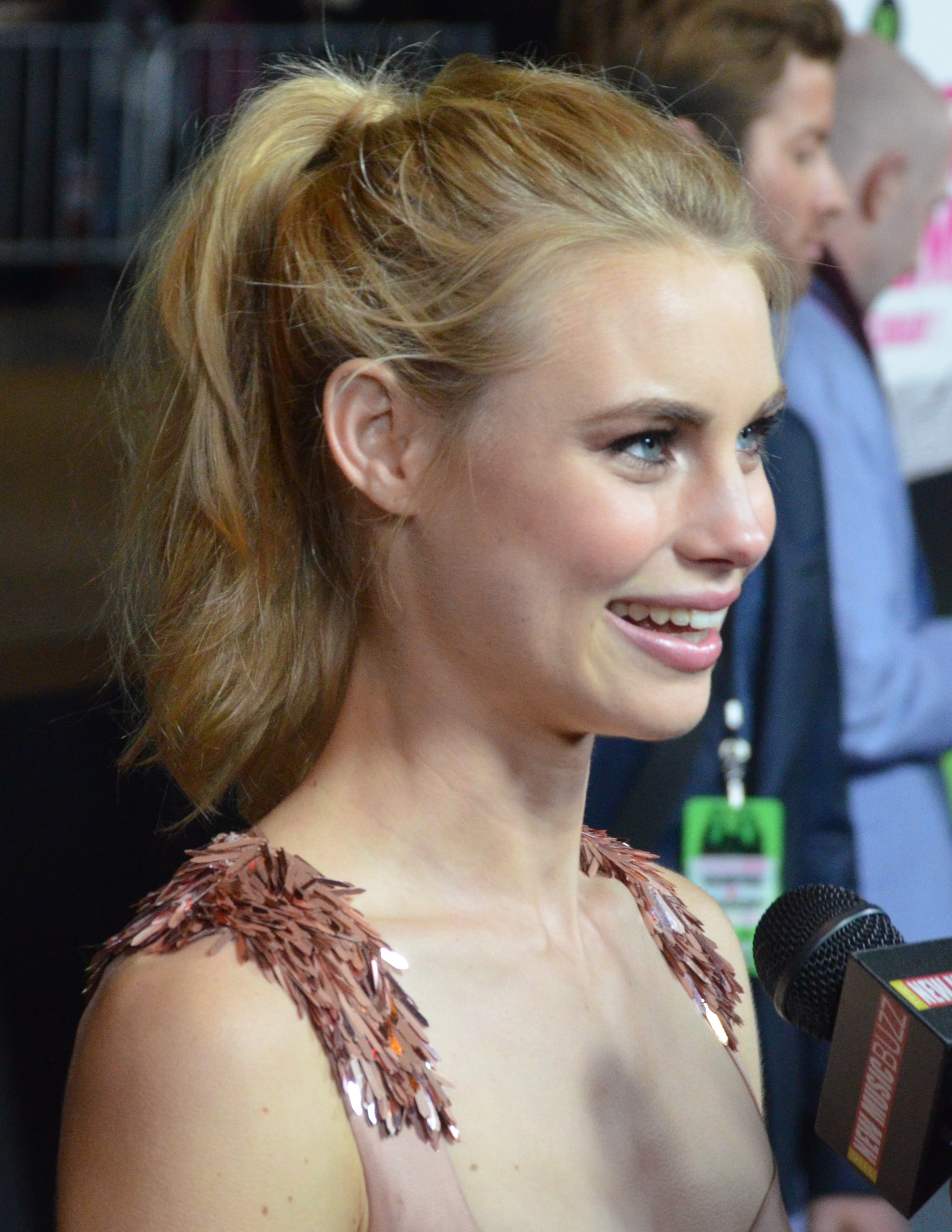
Fry en el estreno en Los Ángeles de Vampire Academy, el 7 de febrero de 2014.

Empezó sin amigos y familia , en 2008 presentó varios anuncios en televisión, de las cuales decidió retirarse para centrarse en el mundo de la televisión y del cine.
En 2009 apareció en el último capítulo de la tercera temporada de H2O: Just Add Water, en la escena de la graduación cogiendo el diploma ella primera que mencionaron su nombre real en la serie.
En 2009 con 17 años apareció en 1 episodio de la 3 temporada en la serie Blue Water High, como el personaje de Angélica Evans.
En el año 2010 consiguió el papel de Zoey en la serie de Jonathan M. Shiff, Lightning Point.
En verano de 2011 con 19 años se presentó al casting de Mako Mermaids lo cual el director Jonathan M. Shiff la escogió para el papel de Lyla, la serie se empezó a transmitir en el otoño del 2013 en la cadena alemana ZDF y en los canales Tivi y Kika.
Formó parte del cast oficial de Vampire Academy interpretando a Vasilissa Lissa Dragomir en la primera entrega de la saga.

## Filmografía
| Año  | Título                 | Rol                       | Notas                        |
| ---- | ---------------------- | ------------------------- | ---------------------------- |
| 2009 | Instead of Breakfast   |                           | Cortometraje                 |
| 2014 | Vampire Academy        | Vasilisa "Lissa" Dragomir |                              |
| 2015 | Now Add Honey          | Honey Halloway            |                              |
| 2015 | The Preppie Connection | Alex Hayes                |                              |
| 2016 | Mr. Church             | Poppy                     |                              |
| 2016 | The Darkness           | Stephanie Taylor          |                              |
| 2017 | Bright                 | Tikka                     | Película original de Netflix |
| 2018 | Highway                | Heidi                     | Filmando                     |
| 2021 | Fauces de la noche     | Zoe                       | Distribuido por Netflix      |
| 2022 | Last Looks             | Jayne White               | Suspenso y cine policíaco    |

| Año  | Título              | Rol                         | Notas                                 |
| ---- | ------------------- | --------------------------- | ------------------------------------- |
| 2010 | H2O                 | Estudiante en la Graduación | Episodio: "Graduation"; no acreditada |
| 2012 | Lightning Point     | Zoey                        | Elenco principal; 26 episodios        |
| 2013 | Reef Doctors        | Josie                       | Episodio: "Episode Five"              |
| 2013 | Las sirenas de Mako | Lyla                        | Elenco principal; 26 episodios        |
| 2016 | 11.22.63            | Marina Oswald               | Elenco principal; 8 episodios         |
| 2016 | Wolf Creek          | Eve Thorogood               | Elenco principal; 6 episodios         |